# Panilleuse
Panilleuse foi uma antiga comuna francesa na região administrativa da Normandia, no departamento de Eure. Estendia-se por uma área de 8,79 km². Em 2010 a comuna tinha 458 habitantes (densidade: 52,1 hab./km²).
Em 1 de janeiro de 2016, passou a formar parte da nova comuna de Vexin-sur-Epte.